# Debrona
Debrona is een geslacht van rechtvleugeligen uit de familie sabelsprinkhanen (Tettigoniidae). De wetenschappelijke naam van dit geslacht is voor het eerst geldig gepubliceerd in 1870 door Walker.

## Soorten
Het geslacht Debrona omvat de volgende soorten:
- Debrona angustipennis Burr, 1900
- Debrona cervina Walker, 1870